# Hoad-Kapelle

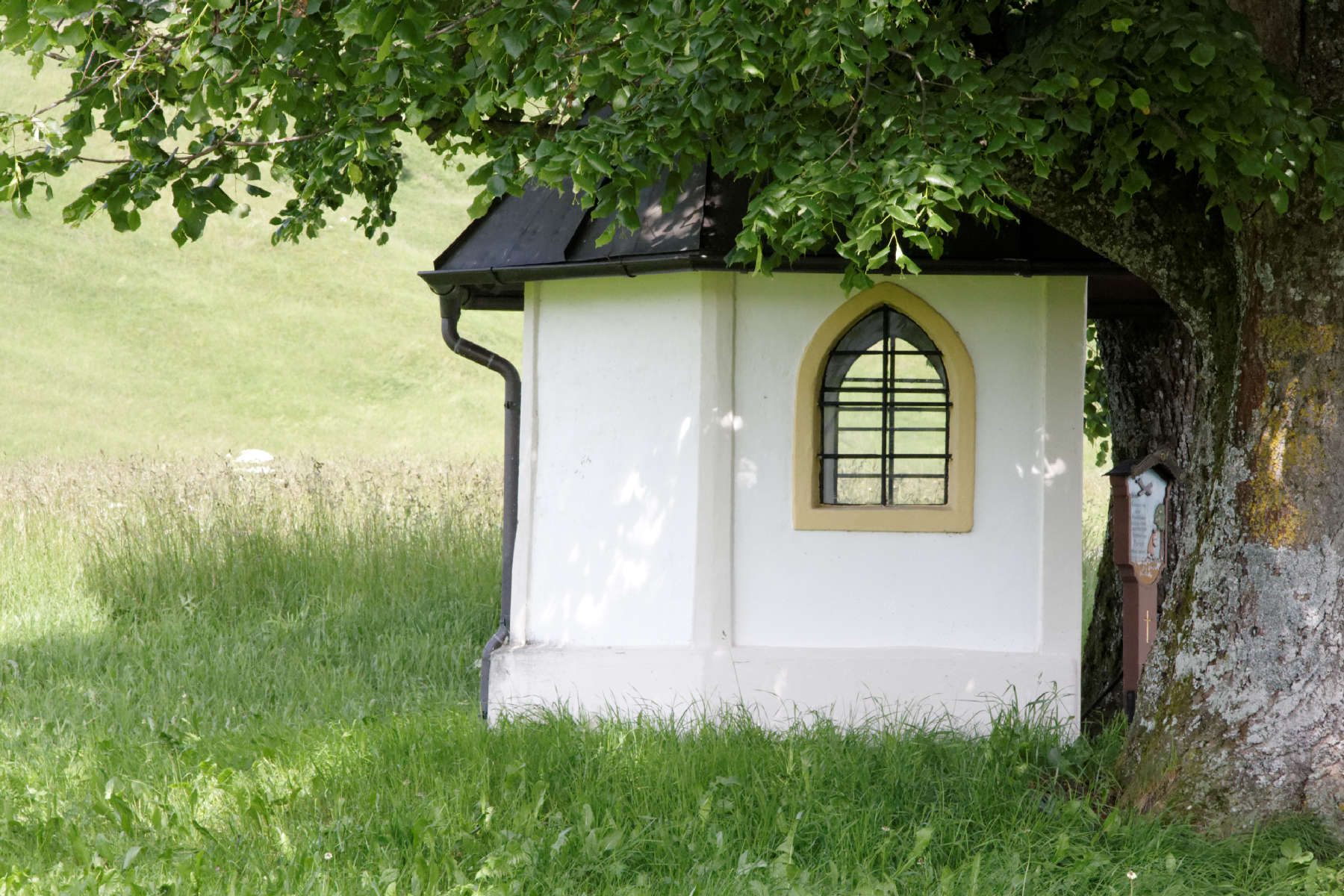
Hoad-Kapelle von Westen gesehen

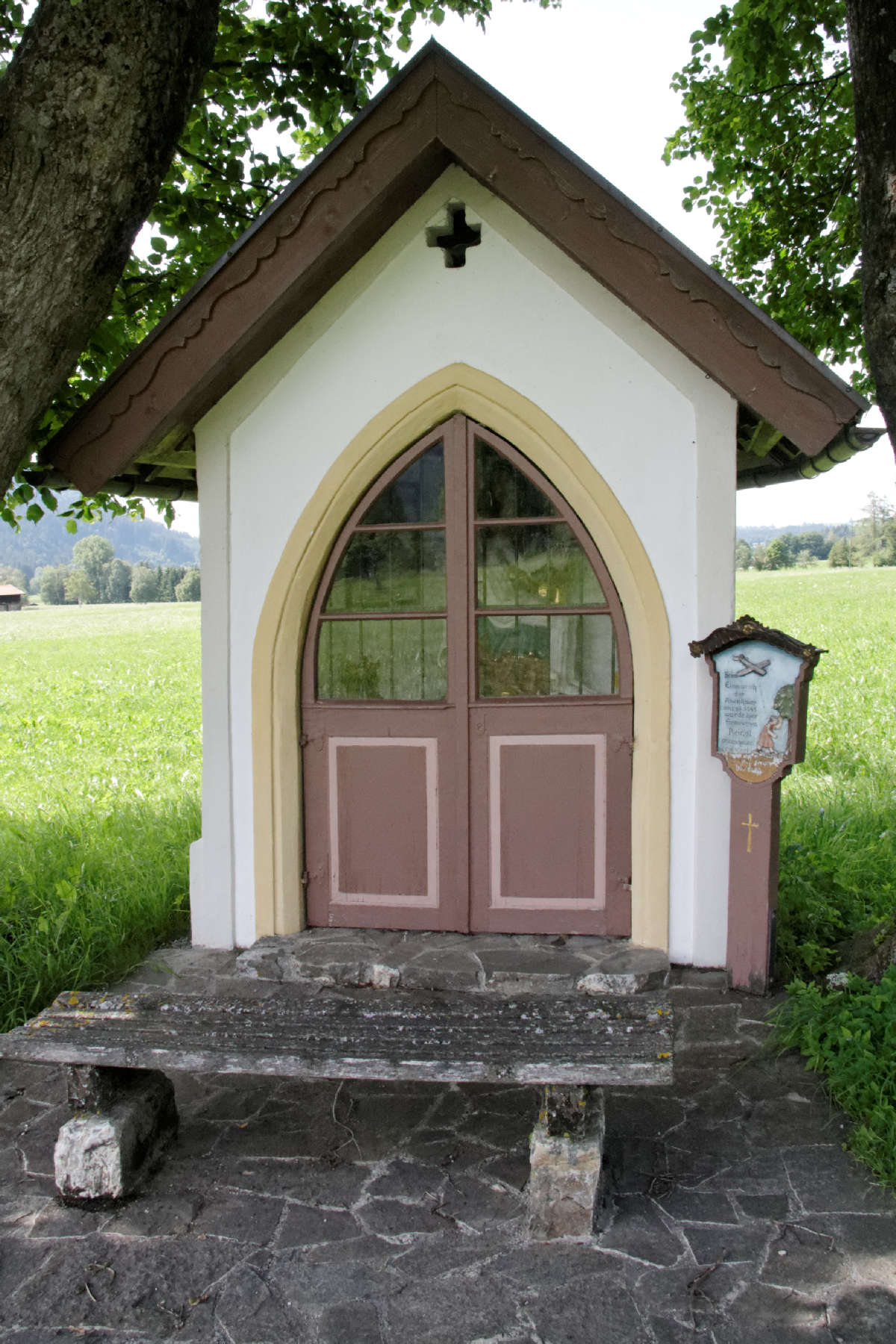
Südseite mit Tür und Reindl-Marterl

Die Hoad-Kapelle ist eine Wegkapelle auf dem Gebiet der oberbayerischen Gemeinde Unterammergau. Sie zählt in der Gemeinde als Flurdenkmal und ist als Baudenkmal in die Bayerische Denkmalliste eingetragen.

## Lage
Die Kapelle liegt an der Nordseite des Wegs, der von dem Unterammergauer Ortsteil Au aus entlang der Engen Laine nach Osten auf die bewaldeten Höhen zwischen Aufacker und Hörnle führt. Einer der Unterammergauer Kapellen- und Marterlwege führt an der Hoad-Kapelle vorbei. Rechts und links der Kapelle stehen zwei große Bäume, die die Kapelle von ferne gesehen fast verbergen. Vor der Kapelle steht auf einem mit Steinplatten belegten Platz eine Holzbank.

## Beschreibung

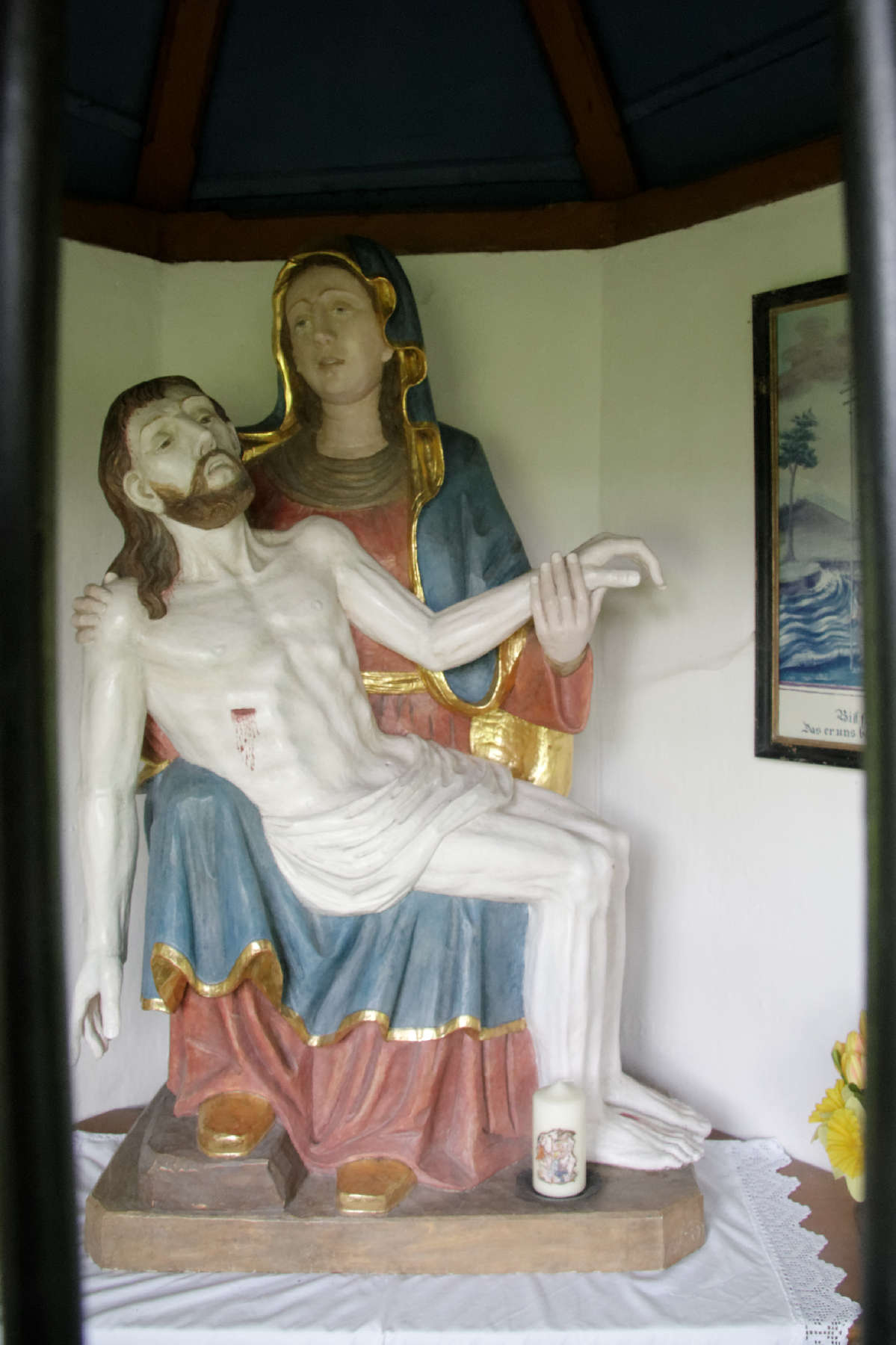
Pieta in der Kapelle

Die Kapelle stammt aus der Mitte des 19. Jahrhunderts. Sie ist ein kleiner rechteckiger Satteldachbau im neugotischen Stil mit trapezförmigem Abschluss. An der Ost- und Westseite hat sie je ein spitzbogiges Fenster, im Süden eine spitzbogige Türe, deren obere Hälfte verglast ist. Ein schmiedeeisernes Gitter hinter der Tür schützt die Kapelle gegen Einbruch.
Im Inneren steht auf einem kleinen Altar eine etwa 1,20 m große Pietà, die eine Nachbildung der ursprünglichen, durch Diebstahl verloren gegangenen Pietà ist. An den Wandschrägen hängen Bilder der Heiligen Gregorius und Isidorius.

## Reindl-Marterl
Direkt rechts neben der Hoad-Kapelle steht das Reindl-Marterl, ein Bildstock mit einer Gedenktafel für die dort in den letzten Tagen des Zweiten Weltkriegs von einem amerikanischen Flugzeug aus erschossene Genoveva Reindl. Die Gedenktafel zeigt als farbig gefasstes Holzrelief das Bild einer Frau, die zu einem Baum geht, und darüber auf blauem Hintergrund ein graues Flugzeug. Eine Reihe von Punkten zwischen dem Flugzeug und der Frau deutet die Kugeln an, mit denen die Frau beschossen wird. Die Inschrift lautet: Beim Einmarsch der Amerikaner am 29.4.1945 wurde hier Genoveva Reindl angeschossen und starb an ihren schweren Wunden.